# Айрон (округ, Юта)
Шаблон:StateAbbr_ 37°52′ пн. ш. 113°17′ зх. д. / 37.86° пн. ш. 113.28° зх. д.
Округ Айрон (англ. Iron County) — округ (графство) у штаті Юта, США. Ідентифікатор округу 49021.

## Історія
Округ утворений 1852 року.

## Демографія
За даними перепису 2000 року загальне населення округу становило 33779 осіб, зокрема міського населення було 21978, а сільського — 11801. Серед мешканців округу чоловіків було 16757, а жінок — 17022. В окрузі було 10627 домогосподарств, 8073 родин, які мешкали в 13618 будинках. Середній розмір родини становив 3,45.
Віковий розподіл населення поданий у таблиці:
| Стать    | До 15 років | 15-21 | 22-29 | 30-39 | 40-49 | 50-65 | 65-85 | Понад 85 |
| -------- | ----------- | ----- | ----- | ----- | ----- | ----- | ----- | -------- |
| Чоловіки | 4546        | 2592  | 2861  | 1797  | 1867  | 1778  | 1213  | 103      |
| Жінки    | 4185        | 3413  | 2333  | 1793  | 1885  | 1838  | 1362  | 213      |

## Суміжні округи
- Бівер — північ
- Ґарфілд — схід
- Кейн — південний схід
- Вашингтон — південь
- Лінкольн, Невада — захід